# Oružane snage SAD-a
Oružane snage Sjedinjenih Američkih Država sastoje se od šest grana:
- Vojske (U.S. Army)
- Mornarničkoga zbora (U.S. Marine Corps)
- Mornarice (U.S. Navy)
- Zračnih snaga (U.S. Air Force)
- Obalne straže (U.S. Coast Guard)
- Svemirskih snaga (U.S. Space Force)

Vrhovni zapovjednik Oružanih snaga SAD-a je Predsjednik SAD-a. Sve grane Oružanih snaga su dio Ministarstva obrane (Department of Defense), na čelu kojega je ministar obrane (Secretary of Defense), osim Obalne straže koja se nalazi pod nadležnošću Ministarstva domovinske sigurnosti (Department of Homeland Security). U slučaju potreba u ratu, Obalna straža može doći u nadležnost mornarice koja je pod Ministarstvom obrane.
Oružane snage SAD-a imaju značajne mogućnosti u obrani, ali i u projekciji snage zahvaljujući naprednoj tehnologiji i međunarodnoj rasprostranjenosti vojnog osoblja. Godišnji proračun Oružanih snaga SAD-a u 2025. bio je 895 milijarde dolara (ekvivalentno 865 milijardi eura).
Djelujući kao dobrovoljačke, u Oružanim snagama SAD-a nema novačenja i obveznog služenja vojnog roka.

## Vanjske poveznice
|  | Zajednički poslužitelj ima još gradiva o temi Oružane snage SAD-a |

- Službene stranice Ministarstva obrane SAD-a

1. ↑  Biden inks $895 bln US defense budget for 2025. Mehr News Agency (engleski). 24. prosinca 2024. Pristupljeno 6. siječnja 2025.
2. ↑  Defence Expenditure of NATO Countries (2014-2024) (PDF) (engleski). 17. lipnja 2024. Pristupljeno 6. siječnja 2025.
3. ↑  Biden inks $895 bln US defense budget for 2025. Mehr News Agency (engleski). 24. prosinca 2024. Pristupljeno 6. siječnja 2025.